# Luci rosse (romanzo)
Luci rosse (Feux rouges) è un romanzo poliziesco del 1953 di Georges Simenon. 
Dal romanzo è stato realizzato nel 2004 il film Luci nella notte (Feux Rouges) per la regia di Cédric Kahn.

## Storia editoriale
Il romanzo fu scritto a Shadow Rock Farm, Lakeville (Connecticut), (Stati Uniti), nel luglio del 1953 e edito in Parigi nello stesso anno da Presses de la Cité. In italiano è stato pubblicato per la prima volta nel 1960 nella collana "I romanzi di Simenon", presso Arnoldo Mondadori Editore con la traduzione di Elena Artom.
Nel 2005, sulla scia del film, Adelphi lo ha ripubblicato, modificando il titolo in Luci nella notte, nella traduzione di Marco Bevilacqua.

## Trama
Il personaggio principale è Stephen Hogan - chiamato semplicemente Steve. È un americano del ceto medio. È sposato con Nancy, più anziana di due anni. La coppia ha due figli che si trovano in un campeggio estivo.
Steve soffre in silenzio della carriera di successo della moglie, la quale ha un carattere deciso che lui in qualche modo sente superiore. La ama ma anche detesta il potere di controllo che lei, tacitamente, ha su di lui. Per trovare un certo coraggio e autostima Steve si rifugia di tanto in tanto nell'alcol.
Questo è proprio quello che succede la sera che Steve e Nancy stanno partendo per recarsi al campeggio estivo Walla Walla estivo nel Maine per prendere i figli dato che l'estate sta finendo. Già prima di partire Steve beve alcuni bicchieri e anche durante il viaggio è attratto dalle luci rosse dei bar e con scuse varie si ferma per bere.
Nancy è infastidita dal comportamento del marito e in una fermata lo minaccia di proseguire da sola e gli chiede le chiavi della macchina. Steve sente in questo una sfida e come "uomo" non può cedere alla donna. Non vuole essere diretto a bacchetta e si autoconvince di essere in grado di controllare le sue pulsioni. Toglie le chiavi dal cruscotto e si dirige al bar Nel bere in compagnia di uno sconosciuto sente alla radio la notizie dell'evasione di un pregiudicato tale Halligan. Quando torna la moglie non è più in macchina. Ipotizza che abbia preso un autobus e si mette all'inseguimento.
Steve è preoccupato ma si sente anche libero di fare per una volta tanto quello che gli pare. Si ferma in un altro bar dove cerca di attaccar bottone con un altro sconosciuto raccontandogli che cosa era successo e della moglie che se ne era andata. Lo sconosciuto però rimane impassibile ai tentativi di Steve, tanto che se ne va lasciandolo senza aver detto una parola. Steve ormai è quasi completamente ubriaco. Quando finalmente esce dal locale e esce sale in macchina trova lo sconosciuto seduto al posto della moglie.
Steve capisce che l'uomo non è altro che l'evaso ricercato. Sid Halligan. Ha trentadue anni - la stessa età di Steve il quale crede di vedere in Sid l'altro se stesso che non sarebbe mai stato. Un uomo sicuro di sé che fa quello che vuole senza preoccuparsi del giudizio degli altri. Halligan durante il viaggio scambia solo qualche frase e Steve di fatto aiuta consapevolmente il criminale a sfuggire alla polizia superando i posti di blocco. L'alcol sta facendo i suoi effetti e Steve è sempre più allucinato e quando si buca una gomma non è nemmeno in grado di cambiarla. Si scambiano i posti ed Halligam dopo aver schiaffeggiato si mette alla guida. Steve si addormenta e si sveglia nell'auto al ciglio di una strada con un'altra gomma forata. L'evaso se ne era andato prendendogli il portafogli e la valigia con i suoi vestiti.
Chiede un passaggio sino all'officina più' vicina. Per fortuna aveva l'abitudine di tenere dei soldi in una tasca separata della giacca. Al bar accanto all'officina, mentre attende che la macchina venga riparata, Steve telefona al campeggio, ma lo informano che la moglie non era arrivata. Scambiando quattro chiacchiere con la cameriera viene a sapere di un incidente accorso nella notte ad una donna trovata svenuta al ciglio della strada. Dalla descrizione e dal colore dei vestiti Steve capisce che si tratta della moglie Nancy.
Arrivato all'ospedale, dopo un viaggio durante il quale riflette sull'accaduto, Steve trova la moglie sedata e in stato di shock. Dal poliziotto che lo interroga sull'accaduto e al quale tenta di nascondere il passaggio dato ad Halligan, Steve pian piano viene a sapere che la moglie era stata violentata poco dopo essere scesa dall'auto e che il violentatore era proprio Halligan incontrato al bar successivo dopo aver lasciato Nancy, inoltre scopre che la polizia li stava inseguendo da un pezzo grazie alla descrizione data dal barista che aveva riconosciuto l'evaso. Steve non ha più' niente da nascondere e ammette il suo ruolo, ma il poliziotto vista la situazione, non prende provvedimenti.
Catturato, Halligan viene condotto in ospedale per un confronto. Quando Steve chiede di incontrarlo, tra i due i ruoli si invertono.
In ospedale tra Steve e Nancy si svolge finalmente un dialogo sincero. La crisi potrà essere superata solo grazie ad una nuova e più profonda comprensione.

## Temi del romanzo
Luci rosse fa parte dei romanzi che Simenon dedica ai problemi di coppia. In questo romanzo lo scrittore si pone alcune domande: cosa può succedere ad una coppia se la personalità più forte non è l'uomo e ne è consapevole? In un rapporto sull'orlo della crisi qual è la quota di colpe di ciascun coniuge? È più facile per una coppia durare tacendo o far esplodere le tensioni? È possibile recuperare dagli errori e in che modo?

## Adattamenti cinematografici
Dal romanzo è stato realizzato nel 2004 il film Luci nella notte (Feux Rouges) per la regia di Cédric Kahn.

## Edizioni
- (FR)   Georges Simenon, Feux rouges, Parigi, Press de la cité, 1953.
- Georges Simenon, Luci rosse, traduzione di Elena Artom, Milano, Arnoldo Mondadori, 1960.
- Georges Simenon, Luci nella notte, traduzione di Marco Bevilacqua, Milano, Adelphi, 2005.